# Fredericksburg (Texas)
Fredericksburg és una ciutat i seu del Comtat de Gillespie a l'estat de Texas. Segons el cens del 2000 tenia 8.911 habitants.

## Demografia
Segons el cens del 2000, Fredericksburg tenia 8.911 habitants, 3.784 habitatges, i 2.433 famílies. La densitat de població era de 518,2 habitants per km².
Dels 3.784 habitatges en un 23,9% hi vivien nens de menys de 18 anys, en un 53,2% hi vivien parelles casades, en un 8,5% dones solteres, i en un 35,7% no eren unitats familiars. En el 32,4% dels habitatges hi vivien persones soles el 19,6% de les quals corresponia a persones de 65 anys o més que vivien soles. El nombre mitjà de persones vivint en cada habitatge era de 2,24 i el nombre mitjà de persones que vivien en cada família era de 2,82.
Per edats la població es repartia de la següent manera: un 20,3% tenia menys de 18 anys, un 6% entre 18 i 24, un 20,8% entre 25 i 44, un 22,6% de 45 a 60 i un 30,3% 65 anys o més.
L'edat mediana era de 47 anys. Per cada 100 dones de 18 o més anys hi havia 78,2 homes.
La renda mediana per habitatge era de 32.276 $ i la renda mediana per família de 43.670 $. Els homes tenien una renda mediana de 25.878 $ mentre que les dones 22.171 $. La renda per capita de la població era de 18.788 $. Aproximadament el 7,5% de les famílies i l'11,9% de la població estaven per davall del llindar de pobresa.

## Poblacions properes
El següent diagrama mostra les poblacions més properes.